# Muridiyya
La Muridiyya è una delle più diffuse confraternite islamiche; è estesa soprattutto in Senegal, dove gran parte della popolazione musulmana (il 94 % dei senegalesi) appartiene a tre confraternite: due importate (la Qādiriyya e la Tijāniyya) e una autoctona, la Muridiyya appunto. Quest'ultima riunisce un terzo dei senegalesi, principalmente di etnia Wolof.
Si stima che il 20% dei musulmani senegalesi faccia parte di questa confraternita. Contrariamente alle altre, questa confraternita non deve la sua denominazione al suo fondatore, ma alla parola araba murīd (che può essere tradotta in italiano con il termine "discepolo" o "aspirante") che indica ogni discepolo che aspira ad una iniziazione sulla "Via" e si impegna totalmente al seguito di un maestro.

## Storia

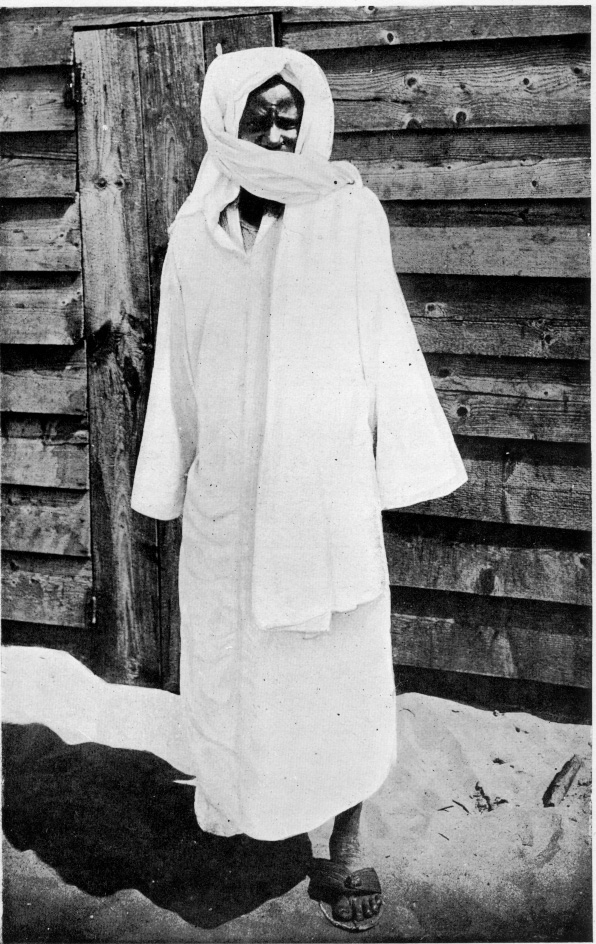
Cheikh Ahmadou Bamba

Sorse in seguito alla predicazione del maestro Aḥmed b. Muḥammad Ḥabīb Allāh, conosciuto come Amadu Bamba Mbacké, nato a Mbacké-Baol (nella parte di etnia Wolof del Senegal) verso il 1850, da una famiglia religiosa affiliata alla confraternita Qādiriyya.
Bamba visse l'epoca difficile caratterizzata dal crollo dei regni Wolof e dall'avvento in Senegal del colonialismo francese. A 13 anni, vide il suo villaggio saccheggiato e incendiato, e suo nonno ucciso da un capo guerriero musulmano. Bamba e suo padre furono deportati a Nioro del Sahel.
Con l'aiuto di un vecchio nobile guerriero, Cheik Ibra Fall, completamente dedicato all'educazione di Amadu Bamba, nacque, si sviluppò e fu organizzata la confraternita dei Muridi. I discepoli erano organizzati in unità di lavoro per la coltivazione, prima di tutto del miglio e poi delle arachidi. Il loro numero aumentò rapidamente.
Questo preoccupava le autorità francesi, che temevano un movimento indipendentista tanto che finirono per arrestare Bamba nel 1895 e deportarlo nel Gabon fino al 1902. Solo in seguito gli invasori stranieri si accorsero che la sua predicazione era priva di messaggio politico, e Bamba fu perfino onorato con la Legion d'onore. Solo nel 1913 poté tuttavia ritornare nel paese wolof, a Djourbel, dove continuò il suo insegnamento. Qui morì il 19 luglio 1927, senza la soddisfazione di avere il permesso di risiedere a Touba dove voleva costruire il suo centro e una grande moschea.
Questo luogo, secondo le tradizioni muridite, gli era stato indicato per rivelazione. Secondo il suo desiderio, fu sepolto a Touba, e oggi la sua tomba è meta di pellegrinaggi. Tutti i muridi si riuniscono ogni anno per il grande pellegrinaggio (detto il grande Magal) a Touba dove pregano nella grande moschea, sulla tomba del Fondatore al quale portano le loro offerte. Dopo la morte del fondatore, la direzione della confraternita rimase nelle mani della famiglia Mbacke.

## Caratteristiche
La particolarità del muridismo, diffuso in tutto il mondo, dagli Stati Uniti al Giappone, consiste nella santificazione del lavoro che ha un ruolo importante quanto quello della preghiera.
(Cheikh Ahmadou Bamba)
Alcuni considerano il muridismo per l'Islam come il protestantesimo per il Cristianesimo: è una considerazione solo parzialmente vera, perché i protestanti hanno apertamente criticato la Chiesa cattolica, mentre i murīdūn non hanno mai attaccato gli altri musulmani, né hanno creato una chiesa separata.
Una specificità del muridismo sta nel legame forte fra il Maestro (Shaykh) e il discepolo (Tālibé). La dipendenza del discepolo dal Maestro è spinta all'estremo.
(scritti di Amadu Bamba)
I primi giovani discepoli vengono messi in comunità di lavoro agricolo in comunità dette daara (dall'arabo dāʾirat, "cerchio") sotto la direzione di un Maestro spirituale. Le daara, che all'inizio erano comunità agricole, durante e dopo gli anni della grande siccità, intorno agli anni 1973, divennero unità commerciali prima sul piano nazionale senegalese ed ora una vera catena internazionale: da New York a Hong Kong, passando per l'Europa, da Parigi, Bruxelles e dall'Italia.
Il marabutto, ovvero il maestro, studia il feqah (dall'arabo fiqh, "diritto"), la dottrina teologica islamica, e molti senegalesi concepiscono il proprio marabutto come un santo-guaritore, che effettua anche fatture dette gris-gris per allontanare gli spiriti maligni e portare fortuna.
Ogni senegalese fa riferimento a un marabutto per tutta la vita. Ai propri figli è assegnato lo stesso marabutto. La successione dei marabutti non avviene come nel caso di una famiglia reale. È il marabutto più anziano tra i fratelli, i figli o i cugini ad avere diritto alla successione dopo la sua morte.
In tutto il Senegal, a detta dei senegalesi, non c'è funzionario pubblico o ministro che prenda scelte importanti senza la consultazione del proprio marabutto: sono spesso loro ad avere in mano le sorti economiche e politiche del Paese.
Inizialmente strumento di resistenza passiva alla colonizzazione, poi struttura di compromesso e di cooperazione con la medesima (specialmente per la coltura dell'arachide), a partire dall'indipendenza del Senegal, la confraternita Muridiyya è diventata influente nella vita politica di questo Paese, come l'altra grande confraternita della Tijāniyya. Nessun uomo politico, deputato o presidente, può essere eletto se non è riconosciuto dai Maestri della confraternita.

## Muridi in Italia
Il 75% degli immigrati in Italia provenienti dal continente africano appartiene alla confraternita Muride e conserva forti legami con le proprie radici. Quindi circa due terzi dei quasi trentamila senegalesi (tra regolari e clandestini) presenti in Italia appartengano alla Muridiyya. Centri importanti in Italia si trovano a Pontevico e Bovezzo nel bresciano e a Zingonia nel bergamasco. Una parte minore dei senegalesi residenti in Italia appartiene alla confraternita Tijaniyya.
Queste comunità sono caratterizzate da solidarietà, mutuo-soccorso e condivisione dei beni, valori che, insieme all'etica del lavoro, fanno la forza dell'emigrazione senegalese. La vita di gruppo e gli incontri festosi di rito mettono in luce il loro attaccamento ai costumi e alla cultura tradizionale. I marabutti effettuano visite in Italia per raccogliere offerte e per offrire benedizioni ai fedeli accentuando in questo modo i legami con la terra madre. Alcuni immigrati, riescono a tornare a Touba durante il Grand Maggal, il grande pellegrinaggio annuale in ricordo di Ahmadou Bamba.